# Virgil W. Vogel
Virgil William Vogel (Peoria, 29 novembre 1919 – Tarzana, 1º gennaio 1996) è stato un regista statunitense.

## Biografia
Virgil William Vogel iniziò la sua carriera lavorando per la Universal Pictures, montando una serie di film negli anni '50 come Il sottomarino fantasma (1950), Gianni e Pinotto contro l'uomo invisibile (1951), Il traditore di Forte Alamo (1953) e L'infernale Quinlan (1958), diretto da Orson Welles. 
Nel 1956 Vogel debuttò alla regia con il film di fantascienza Nel tempio degli uomini talpa. Diresse anche il film commedia The Kettles on Old MacDonald's Farm e il film d'avventura Prigionieri dell'Antartide, entrambi usciti nel 1957. 
Nel 1959 diresse il film horror di fantascienza svedese-americano Rymdinvasion i Lappland (Space Invasion of Lapland), che fu inizialmente accorciato e poi rimontato con nuovi filmati quando uscì negli Stati Uniti con il titolo Invasion of the Animal People.
Per il resto della sua carriera, durata nel complesso quasi sessant'anni, si concentrò principalmente sulla televisione, dirigendo diverse serie.

## Filmografia parziale

### Regista

#### Cinema
- Nel tempio degli uomini talpa (The Mole People) (1956)
- The Kettles on Old MacDonald's Farm (1957)
- Prigionieri dell'Antartide (The Land Unknown) (1957)
- Rymdinvasion i Lappland (1959)
- La spada di Alì Babà (The Sword of Ali Baba) (1965)

#### Televisione
- State Trooper – serie TV, episodio 2x42 (1959)
- Carovane verso il west (Wagon Train) – serie TV, 80 episodi (1958-1965)
- Bonanza – serie TV, 5 episodi (1965-1966)
- La grande vallata (The Big Valley) – serie TV, 48 episodi (1965-1969)
- Missione impossibile (Mission: Impossible) – serie TV, 5 episodi (1970-1973)
- F.B.I. (The F.B.I.) – serie TV, 37 episodi (1969-1974)
- Le strade di San Francisco (The Streets of San Francisco) – serie TV, 29 episodi (1973-1976)
- Sulle strade della California (Police Story) – serie TV, 9 episodi (1973-1978)
- I predatori dell'idolo d'oro (Tales of the Gold Monkey) – serie TV, 4 episodi (1982-1983)
- Magnum, P.I. – serie TV, 5 episodi (1983-1986)
- Miami Vice – serie TV, 4 episodi (1987-1988)
- I ragazzi della prateria (The Young Riders) – serie TV, 17 episodi (1989-1991)
- Walker Texas Ranger – serie TV, episodi 1x01-1x02 (1993)

### Montatore
- Al di là del fiume (Drums Across the River), regia di Nathan Juran (1954)